# Shibuya Jean-Jean
Shibuya Jean-Jean (渋谷ジァン・ジァン, Shibuya jan-jan) est un théâtre situé dans l'arrondissement de Shibuya, à Tokyo, et ouvert de 1969 à 2000.
S'y tenaient des représentations régulières de Takahashi Chikuzan jusqu'à son décès, ainsi que des apparitions régulières de Nobuo Nakamura dans La Leçon d'Eugène Ionesco et des apparitions en public de Noriko Awaya et Akihiro Miwa.